# Захарова, Наталья Ивановна
Наталья Ивановна Захарова (30 сентября 1907 года, деревня Колганово, Нижегородская губерния, Российская империя — 16 ноября 1996 года, Россия) — колхозница, Герой Социалистического Труда (1949).

## Биография
Родилась 30 сентября 1907 года в крестьянской семье в деревне Колганово Нижегородской области. Закончила два класса начальной школы. В 1933 году вступила в колхоз имени Карла Маркса Чкаловского района. Позднее была назначена звеньевой льноводческого звена.
В 1948 году полеводческое звено под руководством Натальи Захаровой собрало по 10.1 центнеров волокна льна и 5,% центнеров семян льна с участка площадью 2,6 гектаров. За этот доблестный труд она была удостоена в 1949 году звания Героя Социалистического Труда.
В 1967 году вышла на пенсию. Скончалась 16 ноября 1996 года.

## Награды
- Герой Социалистического Труда — указом Президиума Верховного Совета СССР от 9 апреля 1949 года;.
- Орден Ленина (1949);
- Орден Трудового Красного Знамени.